# Helicodontium pendulum
Helicodontium pendulum är en bladmossart som beskrevs av Lindberg 1883. Helicodontium pendulum ingår i släktet Helicodontium och familjen Fabroniaceae. Inga underarter finns listade i Catalogue of Life.